# Black Beach
Black Beach és una pel·lícula de thriller d'Espanya de 2020 dirigida per Esteban Castro amb guió de Crespo i David Moreno. És protagonitzada per Raúl Arévalo, Candela Peña, Paulina García, Melina Matthews i Jimmy Castro. Es va estrenar el 2 d'octubre de 2020.

## Sinopsi
Carles, un alt executiu a punt de convertir-se en soci d'una gran empresa, rep l'encàrrec d'intervenir en el segrest de l'enginyer d'una petroliera americana, a l'Àfrica. L'incident està posant en perill la signatura d'un contracte milionari.
En aquest viatge s'haurà d'enfrontar a les conseqüències de les seves accions del passat quan va ser cooperant al país i triar entre els seus interessos personals i professionals.

## Repartiment
- Raúl Arévalo com a Carlos
- Candela Peña com a Ale
- Paulina García com a Elena
- Melina Matthews com a Susan
- Luka Peros com a Leo Babich
- Amber Williams com a periodista africana
- Emilio Buale com a León Ndong
- John Flanders com a Donovan
- Kristof Coenen com a vigilant
- Jimmy Castro com a Calixto

## Premis i nominacions[calcitació]
| Premis      | Categoria                    | Nominada                                           | Resultat |
| ----------- | ---------------------------- | -------------------------------------------------- | -------- |
| Premis Goya | Millor direcció de producció | Carmen Martínez Muñoz                              | Nominada |
| Premis Goya | Millor muntatge              | Fernando Franco i Miguel Doblado                   | Nominats |
| Premis Goya | Millor fotografia            | Ángel Amorós                                       | Nominat  |
| Premis Goya | Millor direcció artística    | Patricia López Arnaiz                              | Nominada |
| Premis Goya | Millor so                    | Coque Lahera, Nacho Royo-Villanova i Sergio Testón | Nominats |
| Premis Goya | Millors efectes especials    | Raúl Romanillos i Jean-Louis Billiard              | Nominats |